# Cynthia Rudin
Pour les articles homonymes, voir Rudin.
Cynthia Diane Rudin (née en 1976) est une informaticienne et statisticienne américaine spécialisée dans l'apprentissage automatique et connue pour ses travaux sur l'intelligence artificielle interprétable (en). Elle est directrice du Prediction Analysis Lab à l'université Duke, où elle est professeure d'informatique, de génie électrique et informatique et de sciences statistiques. 

## Formation et carrière
Rudin est diplômée summa cum laude de l'université d'État de New York à Buffalo avec une double spécialisation en physique mathématique et théorie de la musique en 1999. Elle a terminé son doctorat en mathématiques appliquées et computationnelles à l'université de Princeton en 2004. Sa thèse – intitulée Boosting, Margins, and Dynamics – a été supervisée par Ingrid Daubechies et Robert Schapire,. 
Après des postes de chercheuse postdoctorale à l'université de New York et de chercheuse scientifique à l'université Columbia, elle a occupé un poste de professeur à la Sloan School of Management du MIT en 2009, puis a déménagé à l'université Duke en 2016. En 2017 elle participe à un projet de la Fondation nationale pour la science (NSF) pour créer un référentiel de données organisé et consultable sur les matériaux de nouvelle génération. Elle développe les bases de données en collaboration avec L. Catherine Brinson, Deborah McGuinness et Chiara Daraio. La base de données comprend des matériaux tels que des nanocomposites polymères et des métamatériaux structurels, ainsi que des logiciels analytiques et prédictifs pour aider à accélérer la conception et la découverte de nouveaux matériaux.
Elle a présidé la section Data Mining de l'Institute for Operations Research and the Management Sciences (INFORMS) et la Section Statistical Learning and Data Science de la Société américaine de statistique.

## Prix et distinctions
En 2019, Rudin a été élue membre de la Société américaine de statistique  et de l'Institut de statistique mathématique « pour ses contributions aux algorithmes d'apprentissage automatique interprétables, à la prédiction dans les bases de données médicales à grande échelle et aux propriétés théoriques des algorithmes de classement ». 

## Publications
- Wer hilft bei finanziellen Problemen : Rechte und Möglichkeiten der Frauen im Kanton Basel-Stadt : Broschüre : Projektarbeit in Zusammenarbeit mit der Caritas Basel-Stadt, 1998
- Boosting, margins, and dynamics, 2004
- The big data newsvendor practical insights from machine learning analysis, 2013